# ليلى زارع
ليلى زارع (بالفارسية: ليلى زارع) مواليد 13 أكتوبر 1980 في طهران، إيران ممثلة إيرانية اشتهرت بعد أدوارها في فيلم نحن جميعًا بخير 2005، وفيلم وداعًا (2011)، وفيلم منبّه الليل (2015).

## المسار المهني
تم ترشيح ليلى لمرتبة «أفضل أداء من قبل ممثلة» في جوائز شاشة آسيا والمحيط الهادئ  وفازت بجائزة Crystal Simorgh ضمن فئة «أفضل ممثلة مساعدة» لدورها في فيلم نحن جميعًا بخير في عام 2005، في مهرجان الفجر السينمائي الدولي الثالث والعشرون. في عام 2015، تم منحها وسام الشرف ضمن فئة «أفضل ممثلة» لدورها في فيلم منبّه الليل في مهرجان الفجر السينمائي الدولي الـ 33. تشمل أعمالها البارزة دور نورا في فيلم وداعًا لعام 2011

## فيلموغرافيا
- توتشال
- عازار (2017)
- ممنوع (2017)
- الكوميديا البشرية (2017)
- ظاهرة (2017)
- الاختبار النهائي (2016)
- سامفوني تافالود (2016)
- التحول الليلي (2015)
- العصافير الصغيرة (2013)
- وداعا (2011)
- حلم ليلى (2010)
- سوبر ستار (2009)
- ماجنون ليلي (2008)
- ميكا (2007)
- خاني روشان (2006)
- كلنا بخير (2005)

## روابط خارجية
- ليلى زارع على موقع IMDb (الإنجليزية)
- ليلى زارع على موقع قاعدة بيانات الفيلم (الإنجليزية)